# Johnstown (Nova Iorque)
Johnstown é uma cidade e sede de condado de Fulton, estado de Nova Iorque dos Estados Unidos. A população era de 8 743 no censo de 2010. O nome da cidade foi o de seu fundador, Sir William Johnson, e depois o do filho dele, John Johnson. Sir William Johnson foi um baronete e oficial do exército britânico.
A cidade de Johnstown é circundada por uma vila de mesmo nome, no qual este uma vez foi parte de uma aldeia. Ao lado encontra-se a cidade de Gloversville. As duas cidades são parte de um conjunto denominado as "Glove Cities". São conhecidas historicamente pela manufatura.

## Demografia
Segundo o censo de 2000, havia 8 511 pessoas, 3 579 casas, e 2 208 famílias que residem na vila. A densidade populacional foi 1 751,1 habitantes por milha quadrada (1 436,9/km²). Havia 4 688 unidades habitacionais em uma densidade média de 1 574,5 por milha quadrada (316.1/km²). A composição racial da cidade é de 96,57% brancos, 0,62% afro-americanos, 0,32% nativos americanos, 0,99% asiáticos, 0,04% das Ilhas do Pacífico, 0,41% de outras etnias, e 1,06% com duas ou mais etnias. Hispânicos ou latinos eram 1,08% da população.
Dos 3 579 domicílios, 29,5% tinham crianças menores de 18 anos que vivem com eles, 44,1% eram casados ou vivem juntos, 13,5% possuiam uma proprietária do sexo feminino ou sem a presença do marido, e 38,3% não eram famílias. 16,6% das casas possuia alguém vivendo sozinho com mais 65 anos de idade. Cada casa constituia em média 2,30 habitantes e cada família possuia 2,91 membros.
Na vila a população era de 24,4% com menos de 18 anos de idade, 7,2% de 18 a 24 anos, 27,6% de 25 a 44 anos, 21,6% de 45 a 64 anos, e 19,2% que tinham 65 anos de idade ou mais. A idade média foi de 39 anos. Para cada 100 mulheres havia 87,8 homens.
A renda mediana por residência na vila era 32 603 dólares, e a renda mediana por família era de 39 909. Os homens possuiam uma renda mediana de 30 636 dólares contra 22 272 dólares para as mulheres. A renda per capita para a cidade era de 17 324 dólares. Cerca de 9,3% das famílias e 13,2% da população estavam abaixo da linha da pobreza, incluindo 19,5% de menores de 18 anos e 8,2% das pessoas de 65 anos ou mais.

## História

### Colonização
Johnstown está localizado em uma região do estado de Nova Iorque, uma vez conhecida como "Kingsborough". A cidade, originalmente John's Town, foi fundada em 1762 por Sir William Johnson, um baronete que deu o nome de seu filho John Johnson. William Johnson chegou à colônia britânica de Nova Iorque da Irlanda em 1732. Ele era um comerciante e aprendeu línguas indígenas americanas e a cultura deles, formando relações estreitas com muitos líderes nativo-americanos. Ele foi apontado como o superintendente de Assuntos Indígenas, bem como um major-general das forças britânicas durante a Guerra Franco-Indígena (Guerra de Sete Anos). Suas alianças com os iroqueses foram significativos para a guerra.
Como recompensa por seus serviços, Johnson recebeu grandes extensões de terra que agora são os condados de Hamilton e Fulton. Estabeleceu-se em Johnstown e se tornou um dos cidadãos mais prósperos e influentes de Nova Iorque. Era o maior proprietário de terras no Vale do Mohawk, com um espólio de mais de 400 mil acres (1 600 km2) antes de sua morte. Tendo começado como um comerciante indiano, expandiu seus interesses comerciais para incluir uma serraria e madeireira, e um moinho de farinha. Johnson, o maior proprietário de escravos no município e, talvez, no estado de Nova Iorque, teve cerca de 60 escravos africanos trabalhando essas empresas. Recrutou muitos agricultores escoceses-irlandeses para trabalhar suas terras. Observando o sucesso de Johnson, os negócios locais dos habitantes nativo-americanos foram apelidados de Warragghivagey, "aquele que faz muitos negócios".
Como a área inicialmente de Johnson cresceu, ele convenceu o governador Lord William Tryon, para estabelecer um novo condado no estado de Nova Iorque a oeste de Condado de Albany. Este novo condado recebeu o nome de Tryon, e Johnstown foi feita a sede de condado. O palácio de justiça do condado, construído por William Johnson em Johnstown em 1772, em parte, à sua própria custa, ainda hoje, é o mais antigo tribunal em operação em Nova Iorque. Sir William Johnson morreu em 1774 antes que as colônias americanas declarassem sua independência da Grã-Bretanha.

### Guerra Revolucionária e consequências
Embora a maioria dos combates durante a Revolução Americana tenham ocorrido em outros lugares, Johnstown participou na luta ao final da guerra. Com os residentes da área não sabendo da derrota de Charles Cornwallis e rendição na Batalha de Yorktown, na Virgínia, cerca de 1 400 soldados lutaram na Batalha de Johnstown, uma das últimas batalhas da Revolução Americana, em 25 de outubro de 1781. As forças continentais, chefiada pelo coronel Marinus Willett de Johnstown, colocou os ingleses em fuga. Durante esse tempo, muitos legalistas britânicos fugiram tanto de Johnstown e a área circundante, para o Canadá, incluindo a família sobrevivente de Johnson. A casa de Sir William Johnson sofreu vandalismo nas mãos dos soldados continentais aquartelados ali.
Após a Revolução Americana, Johnstown tornou-se parte do Condado de Montgomery, quando o nome do Condado de Tryon foi alterado para homenagear o general continental Richard Montgomery, que morreu na Batalha de Quebec. Toda a propriedade de Johnson foi perdida para o estado por causa dos sentimentos lealistas ao rei e ao apoio para a causa britânica. A mansão de Sir William Johnson e os bens foram posteriormente comprados por Silas Talbot, um oficial naval e herói da Revolução Americana.
Em 1803, a comunidade de Johnstown foi incorporada como uma aldeia. A aldeia de Johnstown tornou-se uma cidade em 1895.
Em 1889, logo após a Enchente de Johnstown na Pensilvânia, esta cidade nova-iorquina de mesmo nome sofreu uma inundação igualmente devastadora.
A mansão Johnson Hall foi designado como Patrimônio Histórico Nacional em 1960. É operado pelo Estado de Nova Iorque como um local histórico, com regulares eventos especiais.

### Formação do Condado de Fulton
Alguns anos depois, em 1838, o Condado de Montgomery no qual fazia parte, foi dividido em dois: Montgomey e Fulton. A aldeia de Fonda se tornou sede de Montgomey, e Johnstown de Fulton.
- Commons